# Międzywodzie (Skopanie)
Międzywodzie – przysiółek wsi Skopanie w Polsce, położony w województwie podkarpackim w powiecie tarnobrzeskim, w gminie Baranów Sandomierski. Dawniej Międzywodzie było folwarkiem.  
W latach 1975–1998 Międzywodzie administracyjnie należało do województwa tarnobrzeskiego. 
Miejscowa ludność wyznania katolickiego przynależy do Parafii Miłosierdzia Bożego w Skopaniu-Osiedlu.